# Chorion (Eizelle)
Als Chorion (gr.: chorion = „Haut“) wird bei Fischen und bei Insekten die Eihülle bezeichnet. Das Chorion ist mehrschichtig aufgebaut und wird von den Follikelzellen während der Oogenese ausgeschieden. Es dient vor allem dem mechanischen Schutz des Embryos und der Wasserregulation für das Milieu im Innern des Eis.
Für die Schicht, die den Embryo der Amnioten umgibt, siehe den Artikel Chorion.

## Aufbau
Beim Aufbau des Chorions wird das meist zweischichtige Exochorion an der Außenseite von dem feineren Endochorion an der Ei-Innenseite unterschieden. Das Exochorion besteht vor allem aus Lipoproteinen (Chorionin) und bildet eine innere, weiche und eine äußere, harte Schicht. Das Endochorion ähnelt in seinem Aufbau der harten Cuticula der Insekten und setzt sich aus mehreren feinen Schichten zusammen, die in ihrem Aufbau unterschiedlich sind und neben Lipoproteinen auch Polyphenole und sklerotisierte Proteine enthalten.
Entsprechend der Zellgrenzen der Follikelzellen besitzt das Chorion in der Regel ein wabenartiges Muster, dem weitere Strukturen wie Höcker, Fortsätze oder Leisten aufgesetzt sein können. Zum Schutz gegen Austrocknung kann das Chrorion von einem wasserabweisenden (hygroskopischen) Sekret der Anhangsdrüsen umgeben sein. Unterhalb des Endochorions befindet sich zudem häufig eine dünne, wasserundurchlässige Wachsschicht.
Am Vorderende des Eis besitzt das Chorion eine einzelne oder mehrere feine Poren, die als Mikropyle den Spermien als Eintrittsöffnung für die Befruchtung der Eizelle dienen. Bei den Orthoptera befinden sich die Poren an den Eiseiten oder sogar am Hinterpol.

## Funktion
Das Chorion dient vor allem dem mechanischen Schutz des Embryos und der Wasserregulation für das Milieu im Innern des Eis. Abhängig von der Umgebung, in der das Ei abgelegt wird, schützt es entweder vor Wasserverlust oder dient der aktiven Wasseraufnahme aus der Umgebung. Dies kann insbesondere bei Eiern, die in ein feuchtes Substrat oder direkt ins Wasser abgelegt werden, zu einer starken Vergrößerung des Eivolumens und einer Sprengung des Chorions führen, das dann nur noch durch die Dottermembran umgeben ist.
Auch der Gasaustausch findet über das Chorion statt. Dieser kann bei sehr dünnen Eihüllen über die gesamte Oberfläche stattfinden, in der Regel erfolgt er jedoch über feine Kanäle in der Eihülle, die das Innere des Eis mit der Umwelt verbinden.

## Belege
1. 1 2 3  Stichwort „Chorion“ In: Herder-Lexikon der Biologie. Spektrum Akademischer Verlag GmbH, Heidelberg 2003, ISBN 3-8274-0354-5.
2. 1 2 3 4 5 6 7  Gerhard Seifert: Entomologisches Praktikum. Georg Thieme Verlag, Stuttgart 1975, S. 345–346, ISBN 3-13-4550-02-4.